# Anseau IV de Traînel
Anseau IV de Traînel, dit le Gros, ou Anseu, Ansel, Anselme (né vers 1195, † en 1239) est le fils aîné d'Anseau III de Traînel, seigneur de Traînel, et d'Ide de Brienne. Il est seigneur de Traînel et de Villeneuve-aux-Riches-Hommes, en Champagne, au début du XIIIe siècle.

## Biographie
Né vers 1195, Anseau IV de Traînel est le fils aîné d'Anseau III de Traînel, seigneur de Traînel, et d'Ide de Brienne.
Vers 1208, à la mort de son père, il hérite de la seigneurie familiale de Traînel, toutefois, étant encore trop jeune pour diriger, il reste sous la tutelle de sa mère Ide de Brienne.
A son titre de seigneur de Traînel, il ajoute celui de seigneur de Villeneuve-aux-Riches-Hommes.
En 1222, il sert de caution pour la fidélité du comte de Champagne Thibaud IV envers le roi,.
En 1239, il participe avec son cousin Garnier IV de Traînel, seigneur de Marigny, à la croisade des barons menée par le comte Thibaud IV de Champagne. Il embarque en août à Marseille pour arriver le 1er septembre 1239 à Saint-Jean-d'Acre, et meurt dans les mois qui suivent.
À sa mort, son fils Henri Ier de Traînel, lui succède uniquement dans la seigneurie de Villeneuve-aux-Riches-Hommes. Celle de Traînel semble devenir la possession de Dreux Ier de Traînel, deuxième fils de Garnier III de Traînel, seigneur de Marigny dès 1229 et donc du vivant d'Anseau.

## Mariage et enfants
Il épouse Sibylle Britaud, fille d'Henri Britaud, un descendant des seigneurs de Venizy, seigneur de Nangis, et d'Ermengarde de Bolegny, dont il a plusieurs enfants, :
- Henri Ier de Traînel, dit de Villeneuve, qui succède à son père ;
- d'autres enfants cités dans une charte de 1263 mais non nommés.